# معصوم أباد (غربي أردبيل)
معصوم أباد (بالفارسية: معصوم‌آباد) هي قرية تقع في إيران في أردبيل. يقدر عدد سكانها بـ 617 نسمة .